# Бастіон (береговий ракетний комплекс)

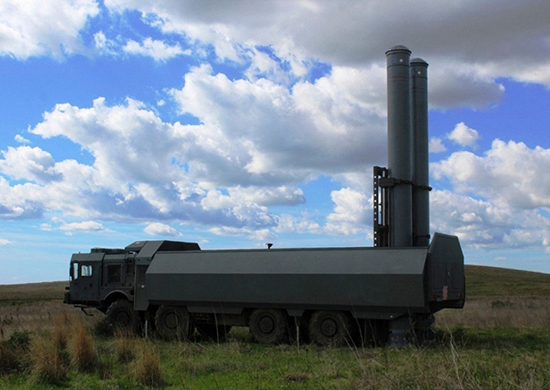
Ракетний комплекс «Бастіон» перед пуском ракет

«Бастіон» (індекс ГРАУ 3К55, кодове ім'я НАТО SS-C-5 Stooge) — ракетна система берегової оборони, створена в Росії спільно з білоруським підприємством «Техносоюзпроект». Комплекс призначений для ураження надводних кораблів різних класів. Використовує надзвукову ракету П-800 «Онікс» середнього радіуса дії.

## Модернізації
18 вересня 2024 року стало відомо що в Росії провели успішні випробування модернізованого варіанту берегового ракетного комплексу 3К55М "Бастіон" з ракетою 3М86. Який, як заявлено, має збільшену дальності стрільби до 450 кілометрів по наземним цілям. Ракета 3М86 це дещо збільшена 3М55, де зокрема збільшено масу палива (стверджується про використання авіаційного гасу) на +100 кілограмів, а заряд твердого палива в прискорювачі збільшено на +250 кілограмів.

## Бойове застосування
2 березня 2011 року Росія заявила про плани розгорнути систему на Курильських островах.
21 листопада 2016 року російська інформаційна агенція «Интерфакс» з посиланням на «обізнані джерела» повідомила про розгортання дивізіону комплексів «Бастион-П» в Калінінграді. Раніше до Калінінграда були перекинуті ОТРК «Искандер» та заявлено про намір розгорнути системи протиповітряної оборони С-400.

### Інтервенція росії в Сирію
15 листопада 2016 року міністерство оборони РФ оприлюднило відео, на якому було показано системи «Бастіон-П», які запускали протичовнові ракети «Онікс» по наземних цілях на території Сирії. Тим самим було підтверджено розгортання щонайменше двох систем берегової оборони К-300П Бастіон-П, а також здатність ракет П-800 «Онікс» вражати наземні цілі. Удари збіглися в часі з операцією із захоплення Алеппо, в якій було залучено, серед іншого, авіаносний крейсер «Адмірал Кузнєцов»⁣, а також фрегат проєкту 11356 «Адмірал Григорович» (озброєний крилатими ракетами «Калібр-НК»). Один із комплексів «Бастіон-П» було розгорнуто поруч з радаром раннього попередження П-14 за 30 км від міста Баніяс (координати: 35°09′57″ пн. ш. 36°15′44″ сх. д. / 35.165798° пн. ш. 36.262310° сх. д.).

### Російсько-українська війна
15 березня 2015 року стало відомо про перекидання систем в окупований Росією Крим. Також до 2020 року планується розгорнути шахтний комплекс К-300С «Бастион-С» на об'єкті 100 неподалік мису Айя.
В середині березня 2022 року російське міністерство оборони поширило заяви про застосування комплексу «Бастион-П» проти наземних цілей на півдні України. Трохи згодом було поширено відео залпу трьома ракетами начебто по інших об'єктах в Україні. Пускові установки на поширеному відео знаходились на півострові Тарханкут в окупованому Криму (45°23′23.08″ пн. ш. 32°29′35.95″ сх. д. / 45.3897444° пн. ш. 32.4933194° сх. д.). Коментуючи ці удари, австрійський військовий аналітик Том Купер вважає це ознакою виснаження російських озброєнь, позаяк Бастіон-П має слабкі можливості для ураження наземних цілей, а факт його використання для ударів далеко за лінією фронту підтверджує, що у росіян закінчується інше озброєння.
30 квітня 2022 року російські агресори здійснили черговий ракетний удар по міжнародному аеропорту «Одеса». Цього разу — ракетами берегового комплексу «Бастіон». За даними українських посадовців, внаслідок удару посадкова смуга аеропорту повністю виведена із ладу та непридатна до подальшого застосування.
Втретє ракетний удар з берегового комплексу «Бастион» було здійснено по об'єктах в Одеській області вранці 9 травня 2022 року. Ворог з тимчасово окупованого Криму використав чотири протикорабельні крилаті ракети типу П-800 «Оникс» із складу комплексу «Бастион». Жертв та постраждалих серед цивільного населення внаслідок удару нема, інші деталі не розкриваються.
14 червня 2022 року над Одеською областю було збито дві ракети «Онікс», запущені з берегового ракетного комплексу Криму.

## Модифікації
- «Бастион-П» (індекс К300П) — мобільний варіант комплексу на шасі МЗКТ-7930[16].
- «Бастион-С» (індекс К300С) — стаціонарний варіант комплексу в шахтному базуванні[17].

## Оператори

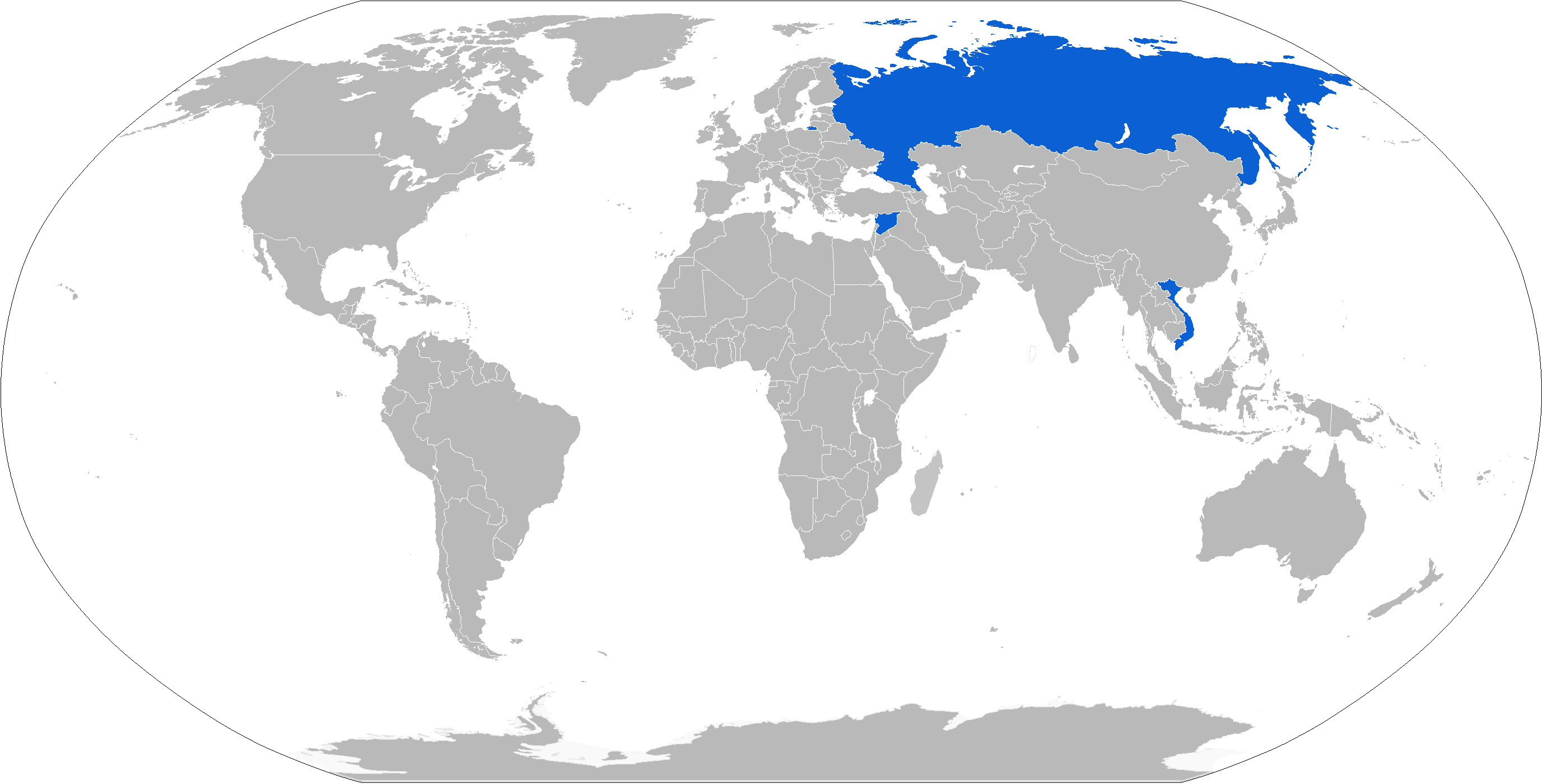
Країни-оператори комплексів К300П позначено блакитним кольором

- Росія: на початок 2016 року: 12 К-300П «Бастион»[18] + 2 комплекса (8 ПУ) у КТОФ РФ та КСФ РФ[19]
  - КЧФ РФ[20] — >3 комплекса (>12 С/ПУ) ПБРК «Бастион», комплекси дислокуються неподалік міста Анапа (11-а бригада берегових артилерійських військ) та міста Севастополь (15-а бригада БРАВ)[21].
  - КТОФ РФ — розташований на Курильських островах (не менше дивізіону)[22].
  - КСФ РФ — в складі дивізіону на Новій Землі. В 2016 на Північному флоті вже було 3 дивізіонів «Бастион-П».

В 2016 році в берегові частини ВМФ РФ має надійти іще 5 комплексів «Бастион-П». Перший стаціонарний комплекс БРК «Бастион-С» шахтного базування (до 36 ракет 3М55Э) має бути розгорнутий в окупованому Криму до 2020 року на об'єкті 100 поблизу мису Айя.. Повне переозброєння на комплекси «Бастион-П» заплановане з 2017 до 2021 року.
- В'єтнам: 2 комплекси / 8 ПУ[25]
- Сирія: 2 комплекси / 8 ПУ. Поставлені в кінці 2011 року[26], також відбуваються нові поставки[27].